# 通州北苑駅
通州北苑駅（つうしゅうほくえん-えき）は中華人民共和国北京市通州区に位置する北京地下鉄八通線の駅。駅番号はBT08。

## 駅構造

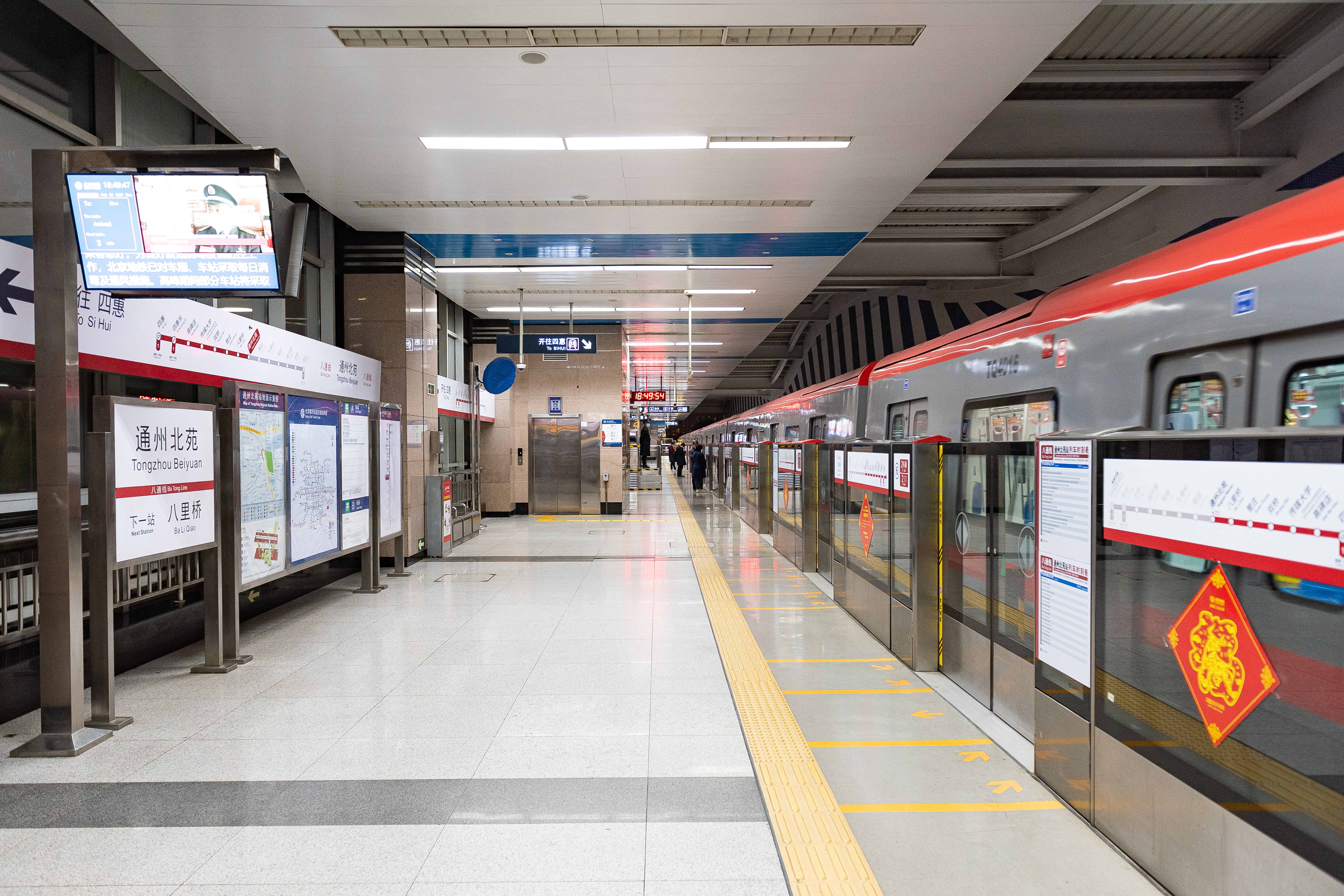
ホーム

相対式ホーム2面2線の高架駅。

## 駅周辺
- 通州北苑門珍部
- 通州北苑学校
- 東大学校
- 通苑兵館
- 通典铭居

## 歴史
- 2003年12月27日 - 開業。

## 隣の駅
■北京地下鉄八通線
八里橋駅 (BT07) - 通州北苑駅 (BT08) - 果園駅 (BT09)